# Cymbidium floribundum
Cymbidium floribundum Lindl., 1833 è una pianta della famiglia delle Orchidacee originaria dell'Asia Orientale.

## Descrizione
C. floribundum è un'orchidea di medio-piccole dimensioni, con crescita epifita ed occasionalmente litofita.  Presenta pseudobulbi  ovoidali leggermente compressi bilateralmente, avvolti da 5 guaine scabre e portanti 5 o 6 foglie arcuate, di forma lineare-ellittica, normalmente acute all'apice.
La fioritura avviene in primavera, mediante un'infiorescenza suberetta, lunga da 20 fino a 40 centimetri portante un numero variabile di fiori (da 6 a 45). I fiori sono grandi da 3 a 4 centimetri, non profumati e presentano sepali lanceolati molto più lunghi dei petali, entrambi di colore dal viola al rosso e labello  trilobato a lobi rialzati di colore bianco maculato di rosso scuro

## Distribuzione e habitat
C. floribundum cresce in Asia, e più precisamente nel Sud della Cina (stato dello Yunnan) nell'isola di Taiwan e nel Nord del Vietnam, all'ombra di foreste in gole o sui crinali, a quote comprese tra 400 e 3300 metri sul livello del mare. È naturalizzata anche in Giappone in ambienti simili.

## Sinonimi
Cymbidium pumilum Rolfe, 1907

Cymbidium pumilum f. virescens Makino, 1912

Cymbidium illiberale Hayata, 1914

Cymbidium floribundum var. pumilum (Rolfe) Y.S.Wu & S.C.Chen, 1980

Cymbidium chawalongense C.L.Long, 2003

Cymbidium floribundum f. virescens (Makino) O.Gruss & M.Wolff, 2007

## Curiosità
Il fiore di C. floribundum tende a virare il suo colore verso il rosso dopo l'impollinazione

## Coltivazione
Questa specie è meglio coltivata in vasi contenenti terriccio fertile, a mezz'ombra, con temperature fresche, durante la fioritura è consigliabile aumentare un po' la temperatura.